# Lochlyn Munro
Lochlyn Munro, nacido Richard Laughlin Munro (Lac La Hache, Canadá; 12 de febrero de 1966) es un actor de cine y televisión canadiense.

## Vida y carrera
Lochlyn comenzó la carrera de actuación luego de una seria lesión que terminó con su sueño de ser jugador profesional de hockey. Como talentoso músico giró su atención a las artes. Mientras tocaba música en varios clubes alrededor de Vancouver estudió arte dramático y comedia con muchos profesionales de la industria, incluyendo a Susan Strasberg. Después de varias actuaciones en el teatro, él empezó a entrar en el mundo de la televisión.
Allí participó en series como 21 Jump Street (1987) y Wiseguy (1987). Tras haber participado en varias obras de televisión, él entró en el mundo del cine con la película de Clint Eastwood Sin perdón (1992). Desde entonces participó en otras producciones cinematográficas como Dead Man on Campus y Scary Movie (2000).
Desde 1997 está casado con Sharon y tiene 2 hijos. Es tío del músico independiente canadiense Patrick McWilliams.
Actualmente vive entre Los Ángeles y Vancouver.

## Películas
| Año  | Película                              | Personaje               | Notas              |
| ---- | ------------------------------------- | ----------------------- | ------------------ |
| 1990 | Sylvan Lake Summer                    | Mitch                   |                    |
| 1990 | Cadence                               | Camarero                |                    |
| 1991 | Run                                   | Amigo en la universidad |                    |
| 1992 | Unforgiven                            | Texas Slim              |                    |
| 1993 | Digger                                | Mark                    |                    |
| 1993 | Needful Things                        | John LaPointe           |                    |
| 1993 | Anything for Love                     | Jon                     |                    |
| 1994 | Wagons East                           | Billy                   |                    |
| 1994 | Trancers 4: Jack of Swords            | Sebastian               |                    |
| 1995 | Ski Hard                              | Spider Bolton           |                    |
| 1997 | High Voltage                          | Larry                   |                    |
| 1998 | 2 Extra Days                          | Hombre #2               |                    |
| 1998 | Dead Man on Campus                    | Cliff O’Malley          |                    |
| 1998 | A Night at the Roxbury                | Craig                   |                    |
| 1998 | A Murder of Crows                     | Norwood                 |                    |
| 2000 | Spin Cycle                            | Tom                     |                    |
| 2000 | Screwed                               | Oficial Richardsen      |                    |
| 2000 | Scary Movie                           | Greg Phillippe          |                    |
| 2000 | Duets                                 | Ronny Jackson           |                    |
| 2000 | Dracula 2000                          | Eddie                   |                    |
| 2001 | Camouflage                            | Marty Mackenzie         |                    |
| 2001 | Knight Club                           | Gary                    |                    |
| 2001 | Kill Me Later                         | Agente Reed             |                    |
| 2001 | Kevin of the North                    | Ned Parker              |                    |
| 2002 | Pressure                              | Patrick Fisher          |                    |
| 2002 | Global Heresy                         | Dave                    |                    |
| 2002 | Heart of America                      | Reportero               |                    |
| 2003 | A Guy Thing                           | Ray Donovan             |                    |
| 2003 | Net Games                             | Inmate                  |                    |
| 2003 | Freddy vs. Jason                      | Diputado Scott Stubbs   |                    |
| 2004 | The Wild Guys                         | Randall                 |                    |
| 2004 | White Chicks                          | Agente Jake Harper      |                    |
| 2004 | The Keeper                            | Sargento Burns          |                    |
| 2005 | Dirty Love                            | Kevin                   |                    |
| 2005 | Chasing Ghosts                        | John Turbino            |                    |
| 2005 | Complete Guide to Guys                | Roger                   |                    |
| 2006 | Behind the Smile                      | Greg Elese              |                    |
| 2006 | The Benchwarmers                      | Anfitrión               |                    |
| 2006 | Little Man                            | Greg                    |                    |
| 2006 | The Tooth Fairy                       | Peter Campbell          |                    |
| 2006 | Deck the Halls                        | Ted                     | No acreditado      |
| 2006 | Final Move                            | Det. Roman Krieg        |                    |
| 2007 | Daddy Day Camp                        | Lance Warner            |                    |
| 2007 | Hack!                                 | Deputy Radley           | no acreditado      |
| 2008 | Loaded                                | Clive                   |                    |
| 2008 | Toxic                                 | R.M.                    |                    |
| 2008 | This Is Not a Test                    | Clerk                   |                    |
| 2008 | The Art of War II: Betrayal           | Garret                  |                    |
| 2009 | 3 of Us                               | John                    |                    |
| 2009 | Space Buddies                         | Slats Bentley           |                    |
| 2009 | Dance Flick                           | Entrenador Effron       | No acreditado      |
| 2009 | Penance                               | Jack                    |                    |
| 2009 | Nowhere to Hide                       | Det. Jack Irons         |                    |
| 2009 | Lies & Illusions                      | Andrew Laughlin         |                    |
| 2010 | Jules Verne's Mysterious Island       | Capitán Cyrus Harding   |                    |
| 2010 | Penthouse                             | Barry                   |                    |
| 2010 | Infection: The Invasion Begins        | Oficial Bowen           |                    |
| 2010 | Let the Game Begin                    | Gary Johnson            |                    |
| 2010 | Hard Breakers                         | Jarod                   |                    |
| 2010 | Christmas Mail                        | Mr. Fuller              |                    |
| 2011 | In the Name of the King 2: Two Worlds | El Rey/Raven            |                    |
| 2011 | Recoil                                | Agente Frank Sutton     |                    |
| 2012 | Dawn Rider                            | Rudd Gordon             |                    |
| 2012 | Fatal Call                            | Det. Zyler              |                    |
| 2012 | The Company You Keep                  | FBI Agente Munro        |                    |
| 2013 | The Package                           | Eddie                   |                    |
| 2013 | Hansel & Gretel Get Baked             | Oficial Ritter          |                    |
| 2013 | Assault on Wall Street                | Robert Canworth         |                    |
| 2014 | Kid Cannabis                          | Taser                   |                    |
| 2014 | The Age of Reason                     | Frank                   |                    |
| 2014 | Rampage: Capital Punishment           | Chip Parker             |                    |
| 2014 | Run for Your Life                     | Neal                    |                    |
| 2014 | Driven Underground                    | Det. Boyce              |                    |
| 2014 | Unas Navidades de escándalo           | Flynn                   |                    |
| 2015 | 12 Rounds 3: Lockdown                 | Darrow Smith            |                    |
| 2015 | Death Valley                          | Billy Rich              |                    |
| 2015 | Tomorrowland                          | Tony Newton             | Escenas eliminadas |
| 2015 | Insignia de honor                     | David Miles             |                    |
| 2015 | The Unspoken                          | Padre                   |                    |
| 2015 | Rosemont                              | Craig                   |                    |
| 2016 | Blackway                              | Murdoch                 |                    |
| 2017 | Max 2: White House Hero               | Presidente Bennett      |                    |
| 2018 | The Predator                          | Teniente General Marks  |                    |
| 2018 | In Like Flynn                         | Ronald                  |                    |
| 2018 | A Stone Cold Christmas                | Max                     |                    |
| 2019 | Benchwarmers 2: Breaking Balls        | Stenhouse               |                    |
| 2019 | Chokehold                             | Jones                   | Video              |
| 2019 | Spiral                                | Marshal                 |                    |
| 2020 | Dead Voices                           | Paul                    |                    |
| 2023 | Totally Killer                        | Blake                   |                    |

## Series
| Año        | Título                                   | Papel                   | Notas                    |
| ---------- | ---------------------------------------- | ----------------------- | ------------------------ |
| 1987-1990  | 21 Jump Street (Serie de televisión)     | Varios Roles            | Invitado                 |
| 1989       | Danger Bay                               | David Fulman            |                          |
| 1990       | Jinete de Neón                           | Flojo                   |                          |
| 1990       | Chico Listo                              | Poli                    | 2 episodios              |
| 1991- 1994 | Northwood                                | Jason                   |                          |
| 1992       | Pesadilla Café                           | Ralston                 |                          |
| 1994       | Flor                                     | Evan Henderson          |                          |
| 1994       | Highlander (serie de televisión)         | Tim                     |                          |
| 1994       | Cobra                                    | Clifton Campbell        |                          |
| 1994       | Hawkeye                                  | McKinney                |                          |
| 1995       | Extraña Suerte                           | Dirk Moody              |                          |
| 1995- 2002 | Los Límites Exteriores                   | Capitán Eric Woodward   | 2 Episodios              |
| 1996       | Deslizadores                             | Billy el Niño           |                          |
| 1996-1997  | Two                                      | Agente Forbes           | 4 episodios              |
| 1996       | Vivora                                   | Segundo Hitman          |                          |
| 1997       | Cariño, he encogido a los niños          | Paul O'Donnell          |                          |
| 1998       | Dead Man's Gun                           | Joe Cavanaugh           |                          |
| 1998       | Poltergeist: The Legacy                  | Todd Barnard            |                          |
| 1998       | Welcome to Paradox                       | El Joven Doctor         |                          |
| 1999       | Fogonadura                               | Stephen                 |                          |
| 1999       | Punta                                    | Teniente 'X Man' Buxton |                          |
| 1999-2000  | Charmed                                  | Jack Sheridan           | 7 episodios              |
| 2003       | The Dead Zone                            | Jason Moore             |                          |
| 2003       | Jake 2.0                                 | Lawrence                |                          |
| 2003       | CSI: Crime Scene Investigation           | Oficial Watson          |                          |
| 2004       | Monk                                     | Fat Tony Lucarelli      |                          |
| 2004       | Dead Like Me                             | Greg                    |                          |
| 2005       | Andrómeda (serie de televisión)          | Dr Paul Museveni        |                          |
| 2005       | Las Vegas (serie de televisión)          | Kevin Jergeson          |                          |
| 2005       | CSI: Miami                               | Rick Adams              |                          |
| 2005       | Sin rastro                               | Lance Hamilton          | 1 episodio               |
| 2005       | Servicio de Investigación Criminal Naval | Kevin Holt              |                          |
| 2005       | Weeds                                    | Bike Cop                |                          |
| 2005       | CSI: Nueva York                          | Ethan Fallon            |                          |
| 2005-2007  | Eyes                                     | Eric Paulsen            | 2 episodios              |
| 2006       | Smallville (serie de televisión)         | Orlando Block           |                          |
| 2010       | El mentalista                            | Keith                   |                          |
| 2011       | Castle                                   | Kevin McCann            | 2 episodios              |
| 2012       | Psych                                    |                         | Productor                |
| 2012       | Hawaii Five-0                            | Jim Rogers              |                          |
| 2012       | Burn Notice                              | Dr.Jed                  |                          |
| 2013       | Psych                                    |                         | Productor                |
| 2013       | Lost Girl                                | Ian                     |                          |
| 2013       | Cracked                                  | Jonas Boyar             |                          |
| 2014       | Arrow                                    | Capitán Stein           |                          |
| 2014       | Scorpion (serie de televisión)           | Det. Archer             |                          |
| 2014       | Motive                                   | Gary Oliver             |                          |
| 2015       | Bones                                    | Sal Raymound            |                          |
| 2015       | Rizzoli & Isles                          | Skeet Martin            |                          |
| 2016       | Lucifer (serie de televisión)            | Anthony Polucci         |                          |
| 2016       | Supernatural (serie de televisión)       | Ben                     |                          |
| 2016       | Cuando llama el corazón                  | James Addison           | 2 episodios              |
| 2017       | Major Crimes                             | Lt. Capra               | 2 episodios              |
| 2017-2023  | Riverdale (serie de televisión)          | Hal Cooper              | Recurrente: 34 episodios |
| 2017       | Haters Back Off                          | Brian Maxwell           | 1 episodio               |
| 2018       | The Detectives                           | Det. Bill Clark         | 1 Episodio               |
| 2018       | The Case That Haunts Me                  | Investigador Bill Clark | 1 Episodio               |
| 2018       | Beyond (serie de televisión)             | Kend Sheldrake          | 4 Episodios              |
| 2018       | Take Two                                 | Mitch Rhodes            | 1 episodio               |
| 2018       | A Million Little Things                  | Coach                   | 1 episodio               |
| 2019       | The Murders                              | Michael Huntley         | 1 episodio               |
| 2020       | The Good Doctor                          | Martin Cross            | 1 episodio               |
| 2021       | Peacemaker                               | Larry Fitzgibbon        | Rol recurrente           |

## Películas de Televisión
| Año  | Título                                        | Papel                | Notas |
| ---- | --------------------------------------------- | -------------------- | ----- |
| 1991 | La Niña de Marte                              | Earl West            |       |
| 1991 | Posando: Inspirado en 3 historias reales      | Sam                  |       |
| 1992 | Vergüenza                                     | Dave Rainey          |       |
| 1992 | Muerto adelante: el desastre del Exxon Valdez | Soldado Mike Fox     |       |
| 1993 | Un Extraño en el Espejo                       | Alan Preston         |       |
| 1994 | Víctima del alcohol                           | Jeff Laneer          |       |
| 1996 | Justicia para Annie: un momento de verdad     | Mickey Holloway      |       |
| 1996 | Cuando la Amistad Mata                        | Nick McKay           |       |
| 1996 | Madre, ¿puedo dormir con miedo?               | Kevin Shane          |       |
| 1996 | El rapto de la inocencia                      | Eddie Spencer        |       |
| 1996 | Resistir el Miedo                             | JoshKelly            |       |
| 1998 | La Lucha de un Campeón                        | Steve                |       |
| 1998 | Yo sé lo que Hiciste                          | Justin Decker        |       |
| 1998 | Silenciando a María                           | Porra                |       |
| 1998 | Una Calurosa Noche de Verano                  | Det. Eddie Beltran   |       |
| 1999 | Nuestros Chicos: Indignación en Glen Ridge    | Oficial Balke        |       |
| 2000 | Blacktop                                      | David                |       |
| 2002 | La Investigación                              | Darryll Kettles      |       |
| 2003 | Lucky 7                                       | Rayo                 |       |
| 2006 | Thugaboo: Un Milagro en la Calle D-Roc        | El Padre de Gavin    |       |
| 2007 | El Niño Perfecto                              | Paul Jacobs          |       |
| 2008 | Enigmas en la Esfinge                         | Robert Parr          |       |
| 2010 | Xtintion: Predator X                          | Sheriff Tim Richards |       |
| 2011 | Obsesiones Pasadas                            | Thomas Brisano       |       |
| 2011 | Ido                                           | David                |       |
| 2013 | Fuera de Alcance                              | Mateo                |       |
| 2014 | Feliz Ex-Mas                                  | Flynn                |       |
| 2014 | Cuando las Chispas Vuelan                     | Phil                 |       |
| 2015 | La Nota de Navidad                            | Robert               |       |
| 2016 | Mentiras del Pasado                           | Cal Ward             |       |
| 2016 | Una Nieve Nevada                              | Lou                  |       |
| 2016 | La Promesa del Muérdago                       | Dan                  |       |
| 2018 | El Sueño de Invierno                          | Ski Papá             |       |
| 2018 | Misterio de Venta de Garaje: Caja de Pandora  | Joel Jacobs          |       |